# Julio Olaizola
Julio Olaizola Rodríguez (Lasarte-Oria, Guipúzcoa, España, 25 de diciembre de 1950) es un exfutbolista español conocido en el mundo del fútbol como Olaizola. Defensa de la Real Sociedad en las décadas de 1970 y 1980. Fue integrante de la plantilla realista bicampeona de Liga.
Con motivo del Centenario de la Real Sociedad fue elegido como integrante del once del Centenario de la Real Sociedad, en el puesto de lateral izquierdo.

## Biografía
Fue fichado en 1969 por la Real Sociedad, que lo encuadró en su equipo filial, el San Sebastián CF, en el que jugó durante 5 temporadas en Tercera División. Con el Sanse Olaizola disputó 149 partidos y marcó 3 goles.
En 1974 da el salto a la primera plantilla, pero tardará una temporada en debutar con el equipo. El 6 de septiembre de 1975 debuta con la Real Sociedad en Primera División en un partido ante el Real Betis. Tiene 24 años. La llegada de José Antonio Irulegui al banquillo donostiarra a mediados de la temporada 1975-76 supone su gran oportunidad logrando asentarse como titular del equipo en el tramo final de esa misma temporada. 
A partir de ese momento, Olaizola se convierte en un fijo de las alineaciones realistas, en el dueño absoluto del lateral izquierdo txuri-urdin. Se trataba de un jugador de gran regularidad, siendo su mayor limitación del juego que apenás utilizaba la pierna derecha.
Julio Olaizola perteneció a la disciplina de la primera plantilla de la Real Sociedad durante 11 temporadas. Coincidió con la mejor generación de futbolistas de la historia de la Real, que durante esos años obtuvieron 2 títulos de Liga, 1 subcampeonato, 1 Supercopa y llegaron a semifinales de la Copa de Europa. 
En aquel mítico equipo Olaizola fue el ocupante del lateral izquierdo. Frente a jugadores como Luis Arconada, Jesús Mari Zamora, Roberto López Ufarte, Inaxio Kortabarria, Jesús María Satrústegui, etc., la aportación de Olaizola fue menos espectacular y por ello menos recordada, siendo uno de los pocos jugadores titulares en aquel equipo bicampeón que no llegó a recibir el reconocimiento de la internacionalidad.
Fue titular indiscutible del equipo entre 1976 y 1981, incluyendo las temporadas del subcampeonato (1979-80) y la del primer título de Liga (1980-81). En el segundo título de Liga su aportación bajó algo, aunque siguió siendo muy importante, ya que jugó 22 partidos (de 34) como titular. Así fue también en la temporada 1982-83.
Sin embargo en la temporada 1983-84 apenas jugó ya y se retiró finalmente en la temporada 1984-85, con 34 años de edad.
Julio Olaizola jugó 327 partidos oficiales con la Real Sociedad, de los cuales 250 fueron en la Primera División española. En su carrera profesional llegó a marcar 2 goles.
En el plano personal cabe destacar que es hermano mayor del también futbolista Javier Olaizola, recordado por haber sido capitán del RCD Mallorca. 

## Selección nacional
No llegó a ser seleccionado nunca por la selección española. Es junto a Eliseo Murillo, el único jugador de la plantilla bicampeona de Liga de la Real Sociedad que tuvo una aportación significativa en esas dos temporadas (que superara 10 partidos jugados entre esas dos campañas) y sin embargo no llegara a ser internacional. 
Sin embargo si obtuvo cierto reconocimiento al ser convocado por la Selección de fútbol de Euskal Herria .

## Clubes
| Club             | País   | Año       |
| ---------------- | ------ | --------- |
| San Sebastián CF | España | 1969-1974 |
| Real Sociedad    | España | 1974-1985 |

## Títulos

### Campeonatos nacionales
| Título    | Club          | País   | Año  |
| --------- | ------------- | ------ | ---- |
| Liga      | Real Sociedad | España | 1981 |
| Liga      | Real Sociedad | España | 1982 |
| Supercopa | Real Sociedad | España | 1982 |